# Synia
La Synia est une rivière de Russie située dans l'extrême nord-ouest de la Sibérie. Elle coule dans le district autonome des Khantys-Mansis. C'est un affluent direct de l'Ob en rive gauche. 

## Géographie
La rivière est longue de quelque 320 kilomètres. Son bassin a une superficie de plus ou moins 12 000 km2.
La Synia prend sa source dans la partie nord-est des monts Oural, au nord du bassin du Liapine, affluent de la Sosva du Nord. Dans son cours supérieur, elle dévale le versant nord-est des monts Oural, et adopte la direction du sud-est. Elle reçoit de nombreux petits affluents issus de cette région. Elle aborde bientôt la plaine de Sibérie occidentale et s'oriente dès lors vers le sud. Arrivée à Ovgort, elle effectue un coude brusque qui lui fait prendre la direction du nord-est, puis de l'est. Après un parcours de plus de 300 kilomètres, elle se jette en rive gauche dans un bras de l'Ob appelé Petit Ob au niveau de la petite localité d'Azovy. 
La rivière décrit de nombreux méandres dans la taïga marécageuse qu'elle traverse sur la plus grande partie de son parcours.  
Le cours de la rivière est gelé depuis la fin du mois d'octobre ou le début du mois de novembre, et ce jusqu'à fin avril ou début mai.

## Hydrométrie - Les débits de la Synia à Ovgort
Le débit de la Synia a été observé pendant 37 ans (durant la période 1963-1999) à Ovgort, petite localité située à 88 kilomètres de son confluent avec l'Ob. 
Le débit inter annuel moyen ou module observé à Ovgort durant cette période était de 96,0 m3/s pour une surface de drainage observée de 9 880 km2, soit environ 79 % de la totalité du bassin versant de la rivière qui en compte plus ou moins 12 500.
La lame d'eau écoulée dans ce bassin se monte ainsi à quelque 307 millimètres annuellement, ce qui peut être considéré comme assez élevé et correspond aux valeurs relevées sur d'autres cours d'eau du tiers nord de la grande plaine de Sibérie occidentale.
À titre de comparaison, la lame d'eau de la Seine à Paris est de 210 millimètres.
Cours d'eau alimenté avant tout par la fonte des neiges, mais aussi par les pluies de la saison d'été et d'automne, la Synia a un régime nivo-pluvial. 
Les hautes eaux se déroulent au printemps, de mai à juillet, avec un maximum en juin, ce qui correspond au dégel et à la fonte des neiges. Dès le mois de juillet, le débit chute fortement, et atteint un minimum en août. On observe au mois de septembre, un second et très léger sommet lié aux précipitations automnales.
Au mois d'octobre, puis de novembre, le débit de la rivière s'affaisse à nouveau, ce qui mène à la période des basses eaux. Celle-ci a lieu de novembre à avril inclus et correspond aux intenses gelées hivernales. 
Le débit moyen mensuel observé en mars (minimum d'étiage) est de 3,43 m3/s, soit moins de 1 % du débit moyen du mois de juin (348 m3/s), ce qui souligne l'amplitude extrêmement importante des variations saisonnières. Ces écarts de débit mensuel peuvent être plus marqués encore d'après les années : sur la durée d'observation de 37 ans, le débit mensuel minimal a été de 0,62 m3/s en avril 1998, tandis que le débit mensuel maximal s'élevait à 831 m3/s en juin 1978.   
En ce qui concerne la période libre de glaces (de mai à octobre inclus), le débit minimal observé a été de 28,1 m3/s en septembre 1987, ce qui restait fort confortable. 